# 蓋洛德冰原島峰
74°56′S 72°8′W / 74.933°S 72.133°W
蓋洛德冰原島峰（英語：Gaylord Nunatak），是南極洲的冰原島峰，位於帕爾默地，處於施穆茨勒冰原島峰東北面3公里，海拔高度1,500米，美國地質調查局根據測量和該國海軍的空中照片繪入地圖，現時由南極條約體系管理。